# Karol Móry
Karol Móry (1845 - 1921) byl stavební inženýr a architekt - rodák z Banské Bystrice. Zakladatel umělého jezera - Nového Štrbského plesa, Móryho osady, Móryho hotelu a rozhledny ve Vysokých Tatrách.

## Získání pozemků
V roce 1897 odkoupil Karol Móry od štrbských urbárníků  celkem 43 hektarů zalesněných pozemků nacházejících se jižně a jihovýchodně pod Štrbským plesem. Jeho úmyslem bylo vybudovat na těchto pozemcích rekreační osadu (Móryho osadu).

## Nové Štrbské pleso
Částečným zahrazením (zvýšená hráz se stavidlem) Mlynického potoka, který protékal vytěženým rašelinovým močálem získal Móry (v roce 1900) po vyčištění jeho zabahněného dna (a zarybněním) umělé jezero - Nové Štrbské pleso (rozloha 2 hektary, maximální hloubka 10 metrů). Zarůstání tohoto plesa rašelinou však zůstalo stálým problémem. Na jezeře jsou patrné (navzdory snahám o jeho čištění) stále se obnovující ostrůvky rašeliny.

## Hotel Móry
Nad jižním břehem umělého plesa vznikl v letech 1904 - 1905 Móryho hotel (Móry-szálloda), který se stal základem Móryho osady (pozdějšího Nového Štrbského Plesa). Hlavním hnacím motorem výstavby Móryho osady byla belgická manželka Karola Móryho Heléne Fizaine (* 1876 - † 1920). Móryho hotel byl určen méně náročným turistům, měl 50 pokojů a celkovou kapacitu 100 hostů. Budova byla vytápěna ústředním topením (od roku 1921 byl hotel elektrifikován). Hotel měl restrauraci a poskytoval vanové koupele. Byl oblíben převážně německými turisty.

## Rozhledna
Na odlesněné vyvýšenině Klát (1343 m n. m.) západně od umělého jezera nechal Karol Móry vybudovat (v roce 1905) jednoduchou dřevěnou otevřenou rozhlednu. Pro tento kopec se mezi turisty vžil název "Karlův kopec" nebo též "Monte Carlo".

Nové Štrbské pleso, hotel Móry, rozhledna
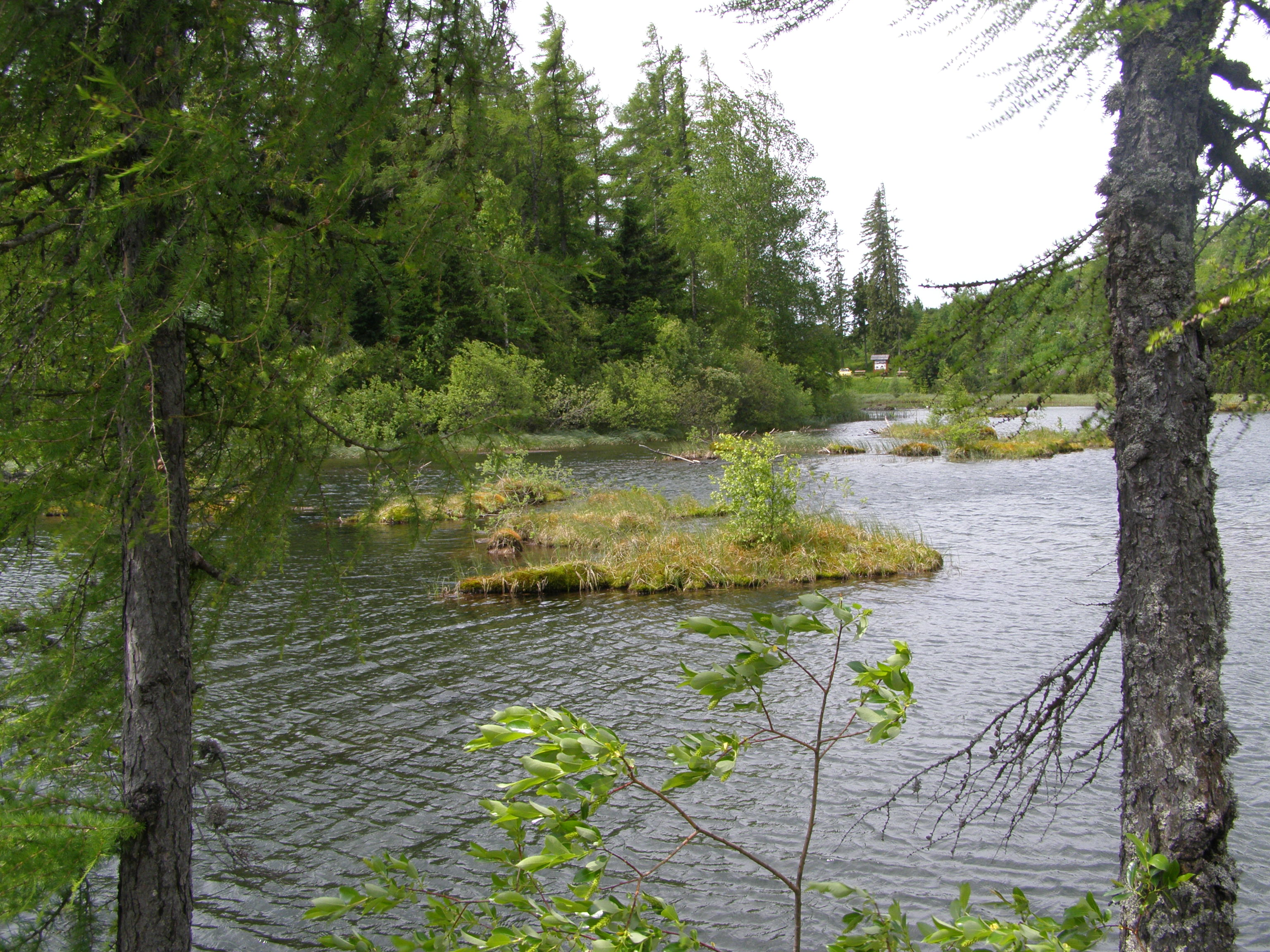
Nové Štrbské pleso s ostrůvky rašeliny, 2017
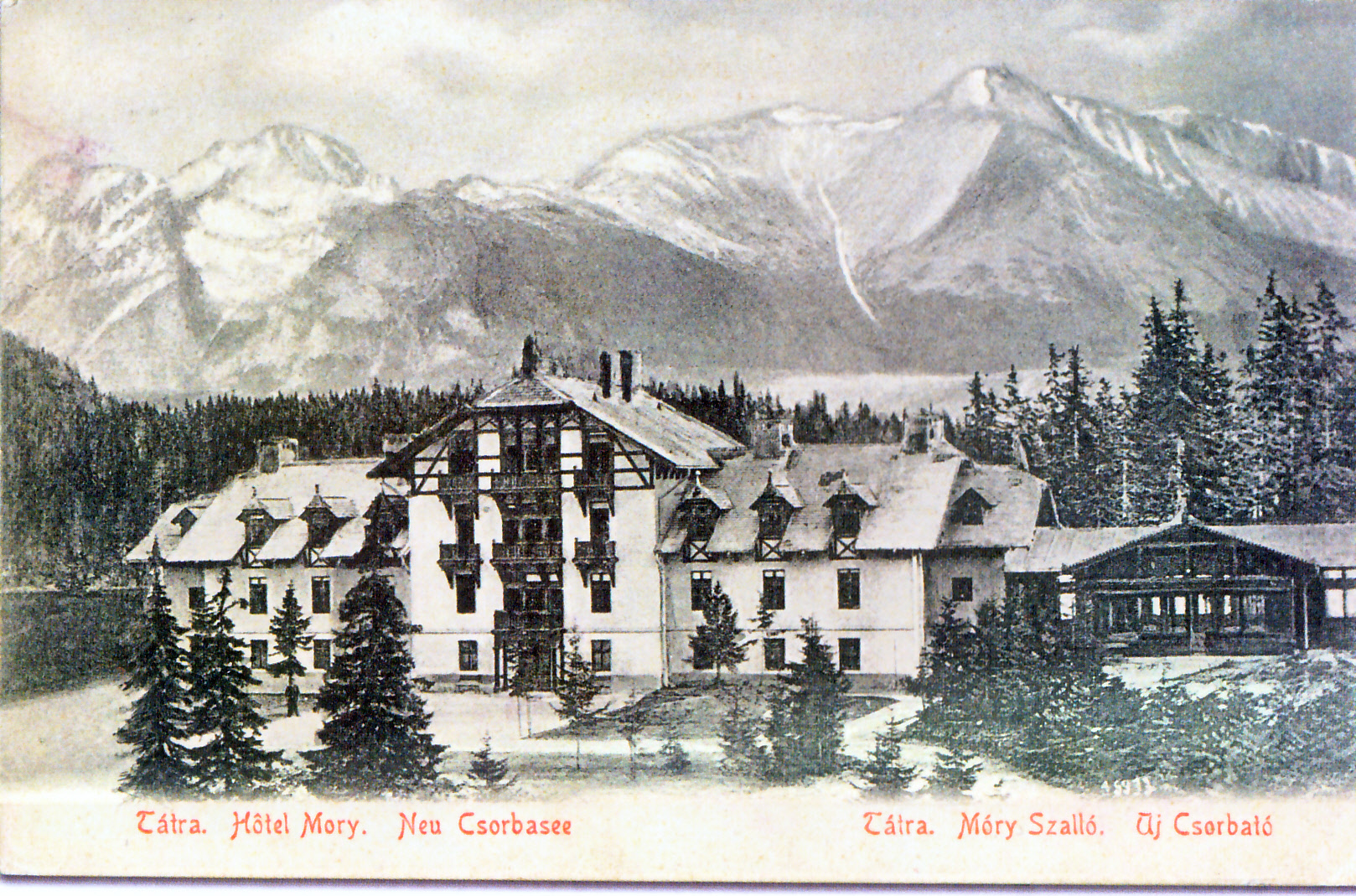
Hotel Móry na Novém Štrbském plese, 1910
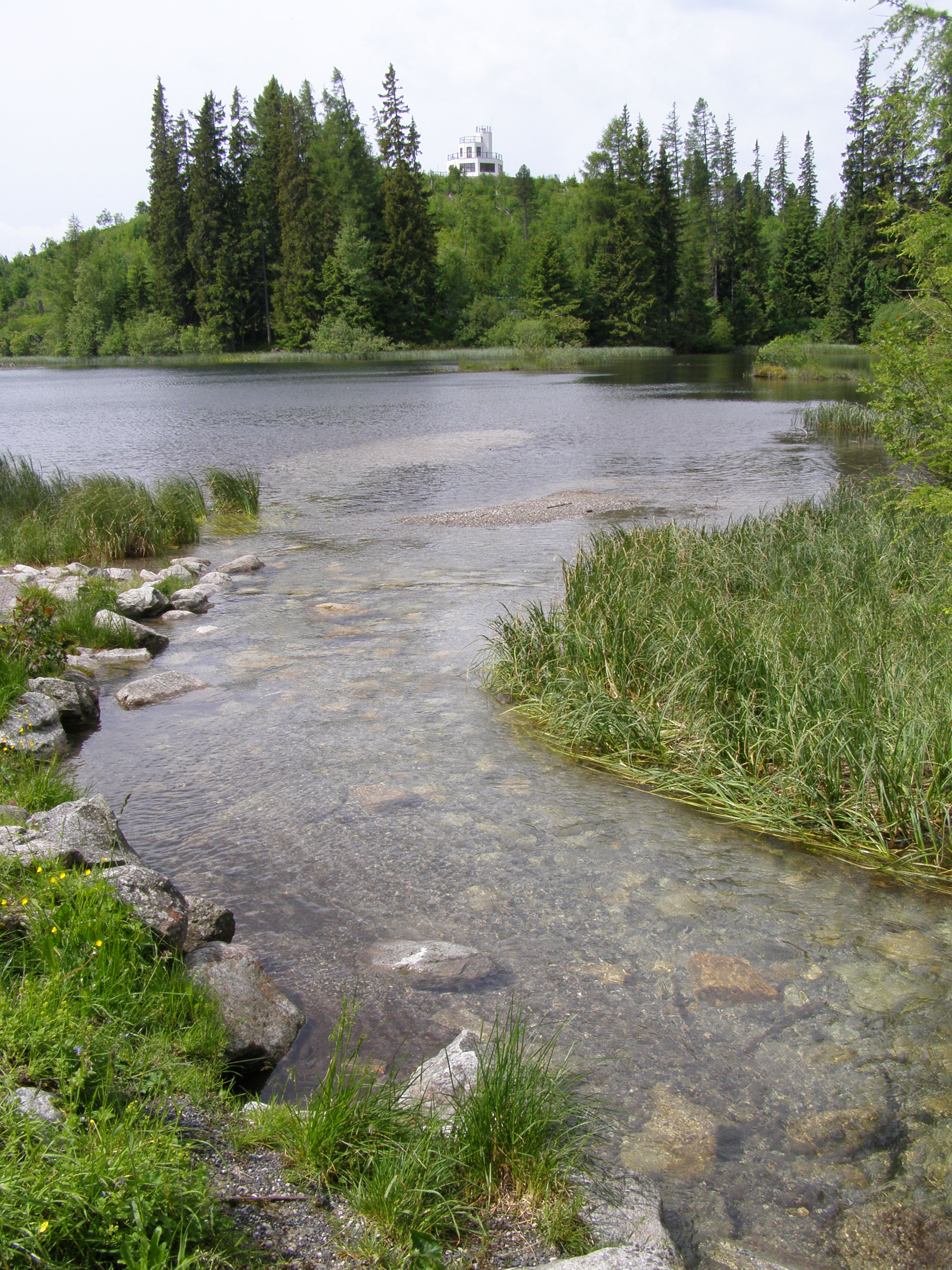
Nové Štrbské pleso s rozhlednou v pozadí, 2017

## Ján Móry

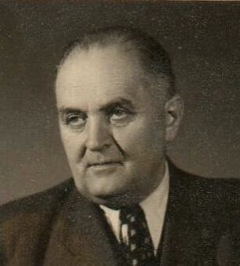
Ján Móry

Po smrti Karola Móryho (v roce 1921) zdědil jeho majetek jeho synovec - hoteliér, hudební skladatel a pedagog Ján Móry (* 1892 Banská Bystrica - † 1978). (Vystupoval pod pseudonymem H. Tschirmer.) Tento (původně právník) pokračoval v započatém díle Karola Móryho. V roce 1927 pak dal k hotelu Móry přistavět (ze západní strany) rodinný penzion. Ve 20. a 30. letech dvacátého století nechal v lokalitě postavit další dva hotely a několik penzionů. Dřevěnou rozhlednu přebudoval (v roce 1935) na zděnou vyhlídkovou hotelovou kavárnu v secesním stylu. (Z hotelu tam přenášeli kávu a čaj v termoskách a čerstvé koláče.) V roce 1937 přibyl nedaleko penzionů i kostel.